# رایان گرانت
رایان گرانت (تولد ۲۶ فوریه ۱۹۹۱) یک بازیکن فوتبال اهل استرالیا است.
او در تیم ملی فوتبال استرالیا بازی کرده‌است.
وی سابقه بازی در باشگاه فوتبال سیدنی را دارد.